# دانکل‌استخوانان
دانکل‌استخوانان (نام علمی: Dunkleosteidae) نام یک تیره از راسته بندی‌گردنان است.